# 1140 Crimea
Az 1140 Crimea (ideiglenes jelöléssel 1929 YC) a Naprendszer kisbolygóövében található aszteroida. Grigorij Neujmin fedezte fel 1929. december 30-án.